# Hagenthal-le-Bas
Hagenthal-le-Bas je občina v departmaju Haut-Rhin francoske regije Alzacija.
Leta 1990 je v občini živelo 896 oseb oz. 145 oseb/km².